# گروگان (فیلم ۱۹۸۳)
گروگان (انگلیسی: Hostage) یک فیلم به کارگردانی فرانک شیلدز است که در سال ۱۹۸۳ منتشر شد.